# Martine Moen
Martine Kjøniksen Moen (født 30. oktober 1992 i Sarpsborg) er en norsk håndboldspiller, der spiller for Randers HK. Hun har tidligere optrådt for Halden HK og Sarpsborg IL i hjemlandet.
Hun fik i februar 2015 debut på det norske rekrutlandshold, som svarer til det danske udviklingslandshold.